# Anadyr
Anadyr (tiếng Nga: Ана́дырь, IPA: [ɐˈnadɨrʲ]; tiếng Chukchi: Кагыргын, Kagyrgyn) là một thị trấn cảng và trung tâm hành chính của khu tự trị Chukotka, Nga, toạ lạc cạnh cửa sông Anadyr, trên một mũi đất nhô ra thành Anadyrsky Liman. Anadyr là thị trấn cực đông của Nga (những điểm dân cư xa hơn về phía đông, như Provideniya và Uelen, không có địa vị thị trấn). Dân số: 13,045 (Điều tra dân số 2010), với dân số ước tính 2015 là 14,326.

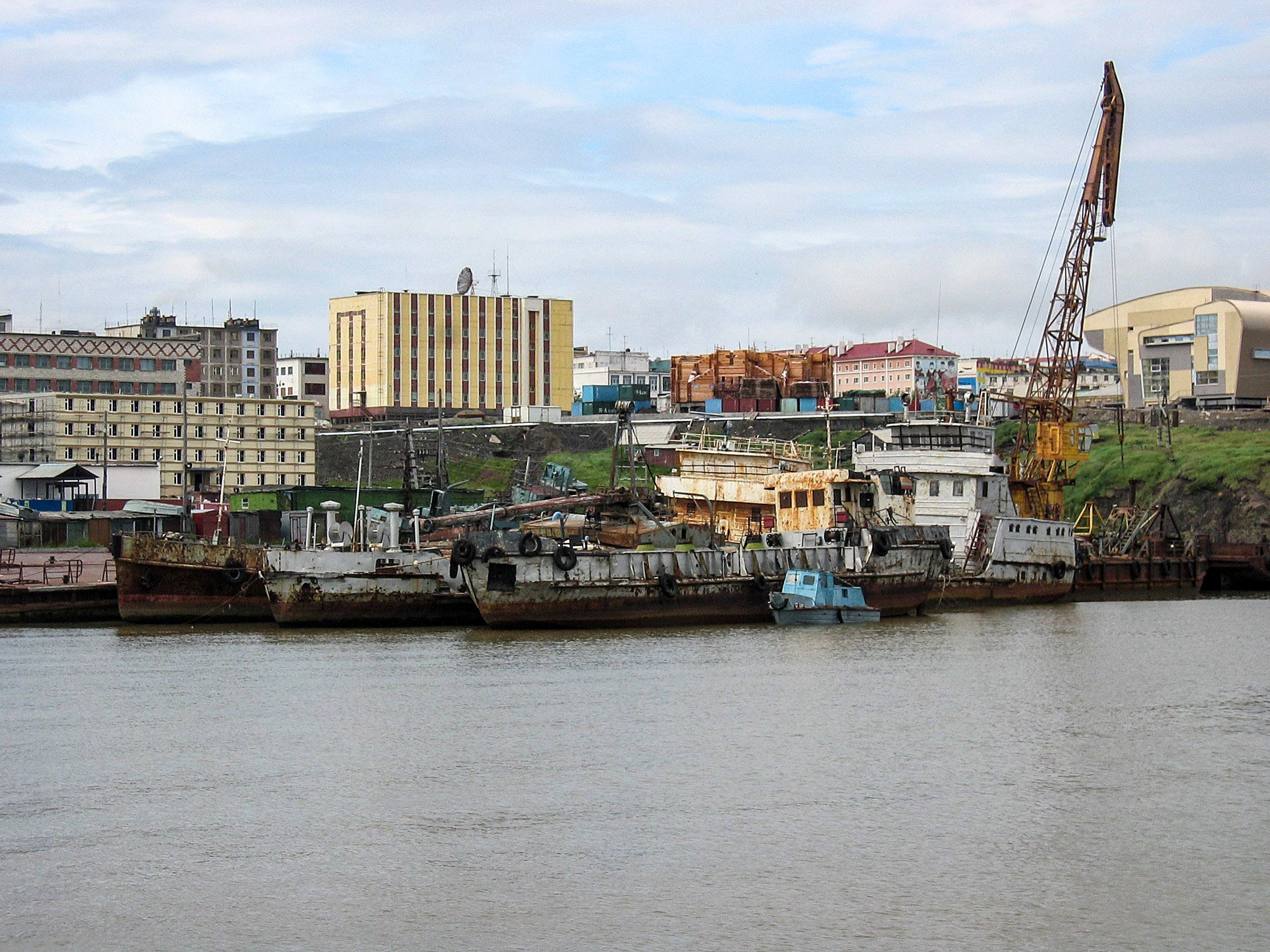
Anadyr trông từ cảng.